# Mycalesis misenus
Mycalesis misenus är en fjärilsart som beskrevs av De Nicéville 1889. Mycalesis misenus ingår i släktet Mycalesis och familjen praktfjärilar. Inga underarter finns listade i Catalogue of Life.